# Hockey sur glace aux Jeux olympiques de 2014
Navigation
Vancouver 2010 Pyeongchang 2018
Les tournois de hockey sur glace aux Jeux olympiques de Sotchi ont lieu du 8 au 23 février 2014. Les deux compétitions sont remportées par le Canada, l'équipe féminine battant les États-Unis 3-2 en prolongation alors que l'équipe masculine blanchit la Suède 3-0. 
Le vétéran Teemu Selänne remporte avec la Finlande la médaille de bronze tout en étant élu meilleur joueur de la compétition. Pour le tournoi féminin, cet honneur revient à Florence Schelling, gardien de but de la Suisse également troisième du classement final.
En décembre 2017, six joueuses de l'équipe russe qui s'était classée 6e du tournoi, sont disqualifiées pour dopage par le CIO, ce qui entraîne la disqualification de l'équipe.

## Qualifications
Pour pouvoir participer aux Jeux olympiques, certaines nations doivent jouer des phases de qualification. Ainsi, pour les femmes, les tournois de pré-qualification olympique débutent en octobre 2012. Ils opposent les équipes classées de treize à vingt-six dans le classement mondial 2012 de la Fédération internationale de hockey sur glace. Les deux premières équipes jouent avec les équipes classées sept à douze les deux tournois de qualification olympique en février 2013. L'Allemagne et le Japon finissent en tête de leur groupe et gagnent le droit de jouer le tournoi final à Sotchi.
Comme pour le hockey sur glace féminin, les qualifications masculines débutent près de deux ans avant les débuts des Jeux olympiques. À l'issue de tous les matchs des qualifications, les trois équipes qualifiées pour jouer les Jeux sont l'Autriche, la Lettonie et la Slovénie. Ces trois nations rejoignent les neuf meilleures au monde selon le classement international.

## Tournoi féminin

### Tour préliminaire
Les huit équipes sont divisées en deux groupes pour le tour préliminaire avec les quatre meilleures équipes au monde dans le groupe A et les quatre suivantes dans le B. Le tournoi de hockey sur glace féminin débute le 8 février par deux rencontres du groupe A : États-Unis contre la Finlande et Canada contre la Suisse. Le lendemain, les deux premières rencontres du groupe B sont jouées : Suède-Japon et Russie-Allemagne. Les classements des poules sont donnés dans les tableaux ci-dessous. 
| Clt   | Équipe     | PJ | V | VP | D | DP | BP | BC | Diff | Pts |
| ----- | ---------- | -- | - | -- | - | -- | -- | -- | ---- | --- |
| +001, | Canada     | 3  | 3 | 0  | 0 | 0  | 11 | 2  | +9   | 9   |
| +002, | États-Unis | 3  | 2 | 0  | 1 | 0  | 14 | 4  | +10  | 6   |
| +003, | Finlande   | 3  | 0 | 1  | 2 | 0  | 5  | 9  | -4   | 2   |
| +004, | Suisse     | 3  | 0 | 0  | 2 | 1  | 3  | 18 | -15  | 1   |

- Équipe qualifiée pour les demi-finales
- Équipe qualifiée pour les quarts de finale

| Clt   | Équipe    | PJ | V | VP | D | DP | BP | BC | Diff | Pts |
| ----- | --------- | -- | - | -- | - | -- | -- | -- | ---- | --- |
| DSQ   | Russie    | 3  | 3 | 0  | 0 | 0  | 9  | 3  | +6   | 9   |
| +002, | Suède     | 3  | 2 | 0  | 1 | 0  | 6  | 3  | +3   | 6   |
| +003, | Allemagne | 3  | 1 | 0  | 2 | 0  | 5  | 8  | -3   | 3   |
| +004, | Japon     | 3  | 0 | 0  | 3 | 0  | 1  | 7  | -6   | 0   |

- Équipe qualifiée pour les quarts de finale
- Équipe reversée dans les matchs de classement pour la 5e place

### Phase finale

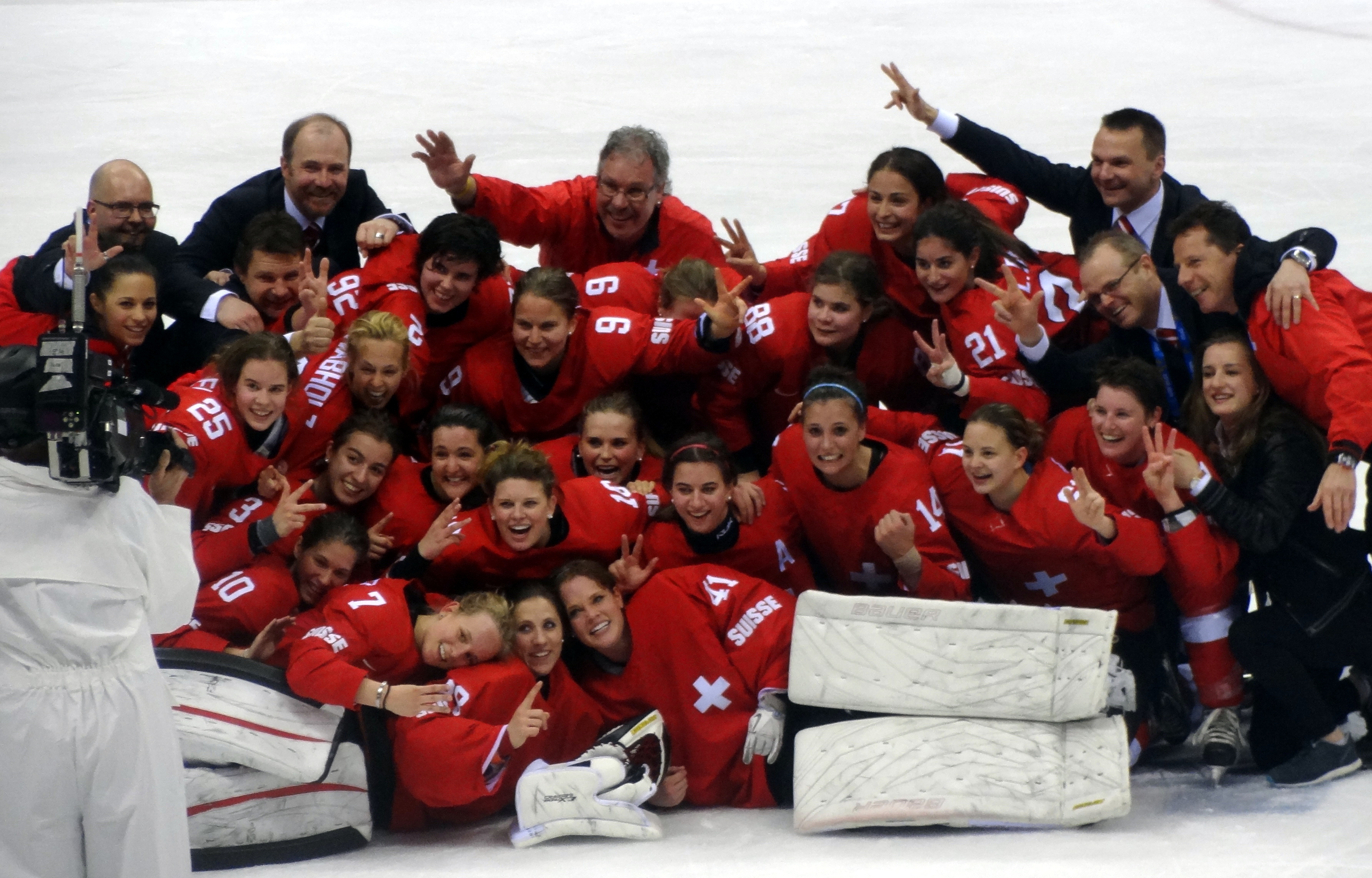
La Suisse remporte son premier trophée international avec la médaille de bronze.

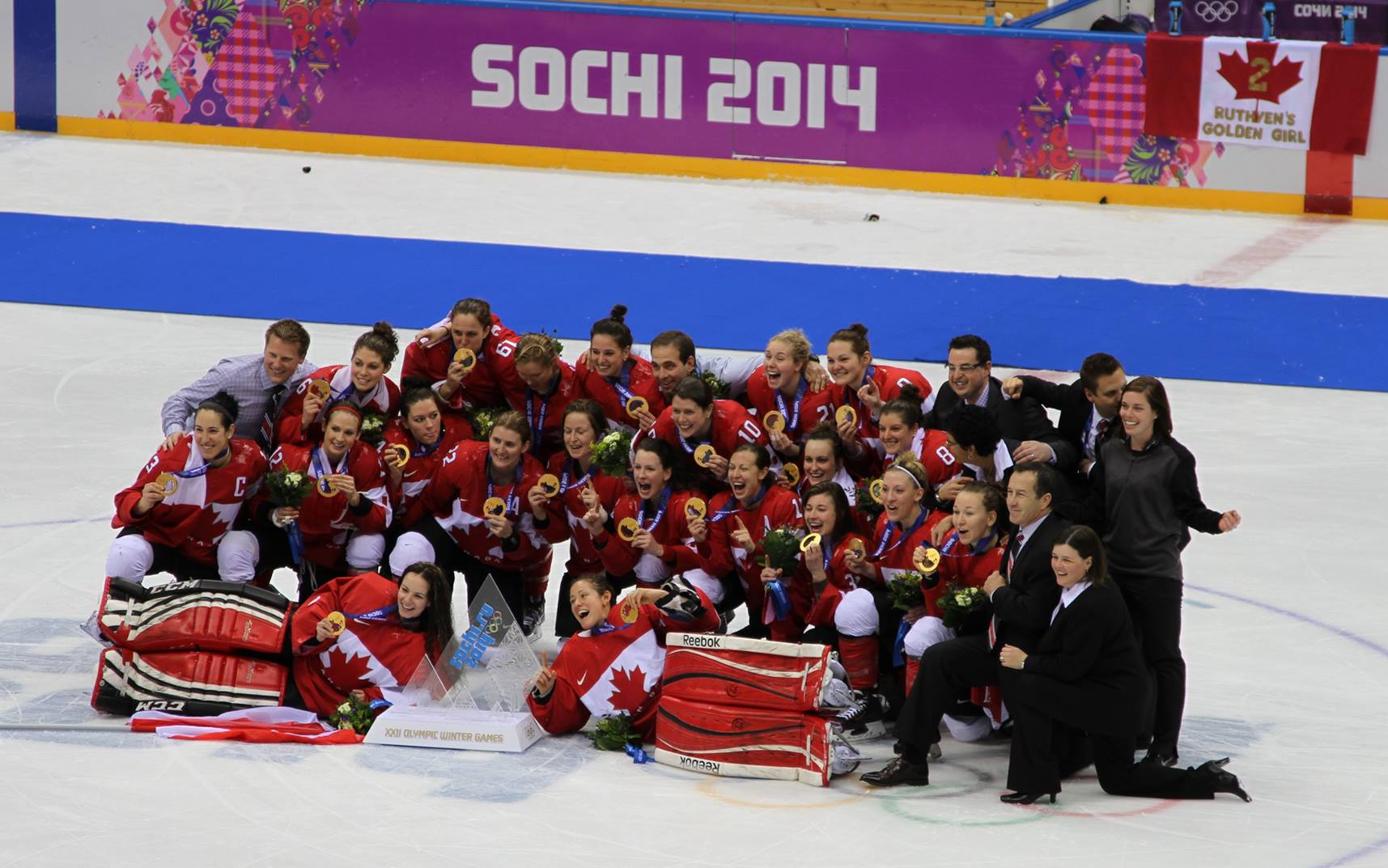
Le Canada remporte la médaille d'or après avoir été mené 2-0 à 3 minutes de la fin de la finale.

Les deux premières équipes du groupe A se qualifient directement pour les demi-finales tandis que les troisième et quatrième affrontent respectivement le deuxième et le premier du groupe B en quarts de finale. En parallèle, des matchs de classement pour les cinquième et septième places sont joués, rassemblant les perdants des quarts de finale et les deux dernières nations du groupe B. Les deux meilleures équipes au monde s'affrontent en finale : le Canada et les États-Unis et le Canada remporte une quatrième médaille d'or consécutive. Le Canada s'impose sur le score de 3-2 après avoir été mené 2-0 par les États-Unis à moins de trois minutes de la fin. Marie-Philip Poulin égalise pour le Canada à 55 secondes de la fin du match puis donne la victoire aux siennes au bout de huit minutes de prolongation. Le match pour la médaille de bronze est gagné par la Suisse qui remporte son premier trophée international en battant la Suède sur le score de 4-3. 
Florence Schelling, qui évolue avec la Suisse, est désignée meilleur gardienne du tournoi mais également meilleure joueuse de l'ensemble de la compétition. Les joueuses finlandaises Jenni Hiirikoski et Michelle Karvinen sont respectivement désignées meilleure arrière et meilleure attaquante, Karvinen étant la meilleure réalisatrice du tournoi.
Le classement final de la compétition est le suivant :
| Place                               | Équipe     |
| ----------------------------------- | ---------- |
| Médaille d'or, Jeux olympiques      | Canada     |
| Médaille d'argent, Jeux olympiques  | États-Unis |
| Médaille de bronze, Jeux olympiques | Suisse     |
| 4                                   | Suède      |
| 5                                   | Finlande   |
| DSQ                                 | Russie     |
| 7                                   | Allemagne  |
| 8                                   | Japon      |

## Tournoi masculin

### Tour préliminaire

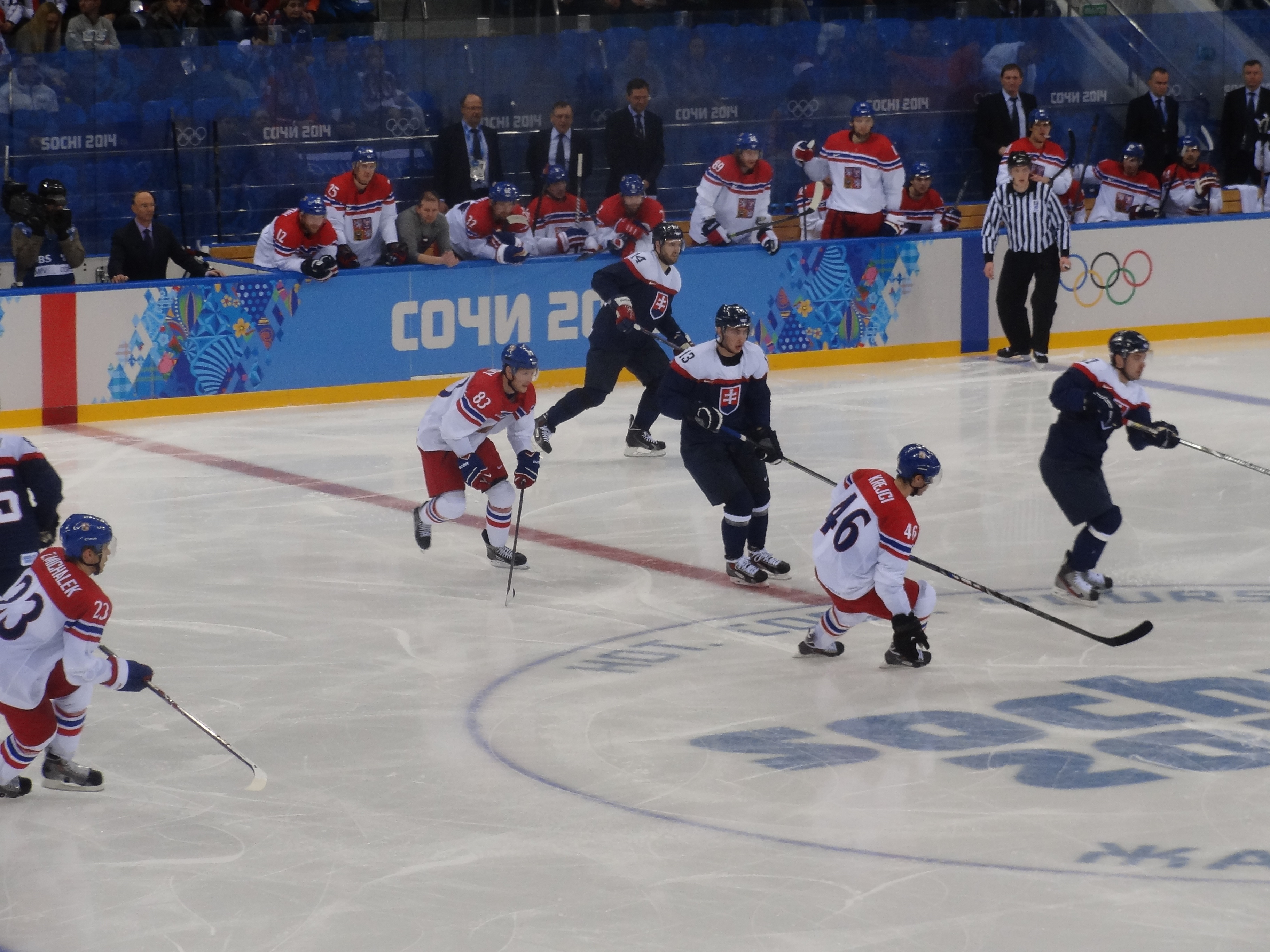
Photographie du match de qualification entre la Tchéquie et la Slovaquie.

Le calendrier olympique masculin se compose de trente matchs répartis de la manière suivante :
- dix-huit matchs pour le tour préliminaire,
- quatre matchs de qualifications pour les séries éliminatoires,
- quatre matchs de quarts de finale,
- deux matchs de demi-finales,
- un match pour la médaille de bronze,
- un match pour la médaille d'or.

Les premiers matchs ont lieu le 12 février avec deux matchs du groupe C : Tchéquie-Suède et Lettonie-Suisse. À l'issue des matchs du tour préliminaire, les douze équipes sont classées afin de répartir les équipes pour les séries éliminatoires et pour calculer le classement final à l'issue des Jeux olympiques. Les critères suivants sont utilisés, dans l'ordre présenté, pour déterminer le premier classement :
- plus haute position dans le groupe,
- plus grand nombre de points,
- meilleur différence de buts,
- plus haut nombre de buts pour,
- meilleur classement mondial.

Les quatre premières nations sont directement qualifiées en quarts de finale alors que les huit suivants doivent s'affronter au cours de huitièmes de finale.
| Place | Équipe     | G | CG | PJ | Pts | Diff | BP | CM |
| ----- | ---------- | - | -- | -- | --- | ---- | -- | -- |
| 1     | Suède      | C | 1  | 3  | 9   | +5   | 10 | 1  |
| 2     | États-Unis | A | 1  | 3  | 8   | +11  | 15 | 6  |
| 3     | Canada     | B | 1  | 3  | 8   | +9   | 11 | 5  |
| 4     | Finlande   | B | 2  | 3  | 7   | +8   | 15 | 2  |
| 5     | Russie     | A | 2  | 3  | 6   | +3   | 8  | 3  |
| 6     | Suisse     | C | 2  | 3  | 6   | +1   | 2  | 7  |
| 7     | Tchéquie   | C | 3  | 3  | 3   | –1   | 6  | 4  |
| 8     | Slovénie   | A | 3  | 3  | 3   | –5   | 6  | 17 |
| 9     | Autriche   | B | 3  | 3  | 3   | −8   | 7  | 15 |
| 10    | Slovaquie  | A | 4  | 3  | 1   | −9   | 2  | 8  |
| 11    | Lettonie   | C | 4  | 3  | 0   | −5   | 5  | 11 |
| 12    | Norvège    | B | 4  | 3  | 0   | −9   | 3  | 9  |

### Phase finale

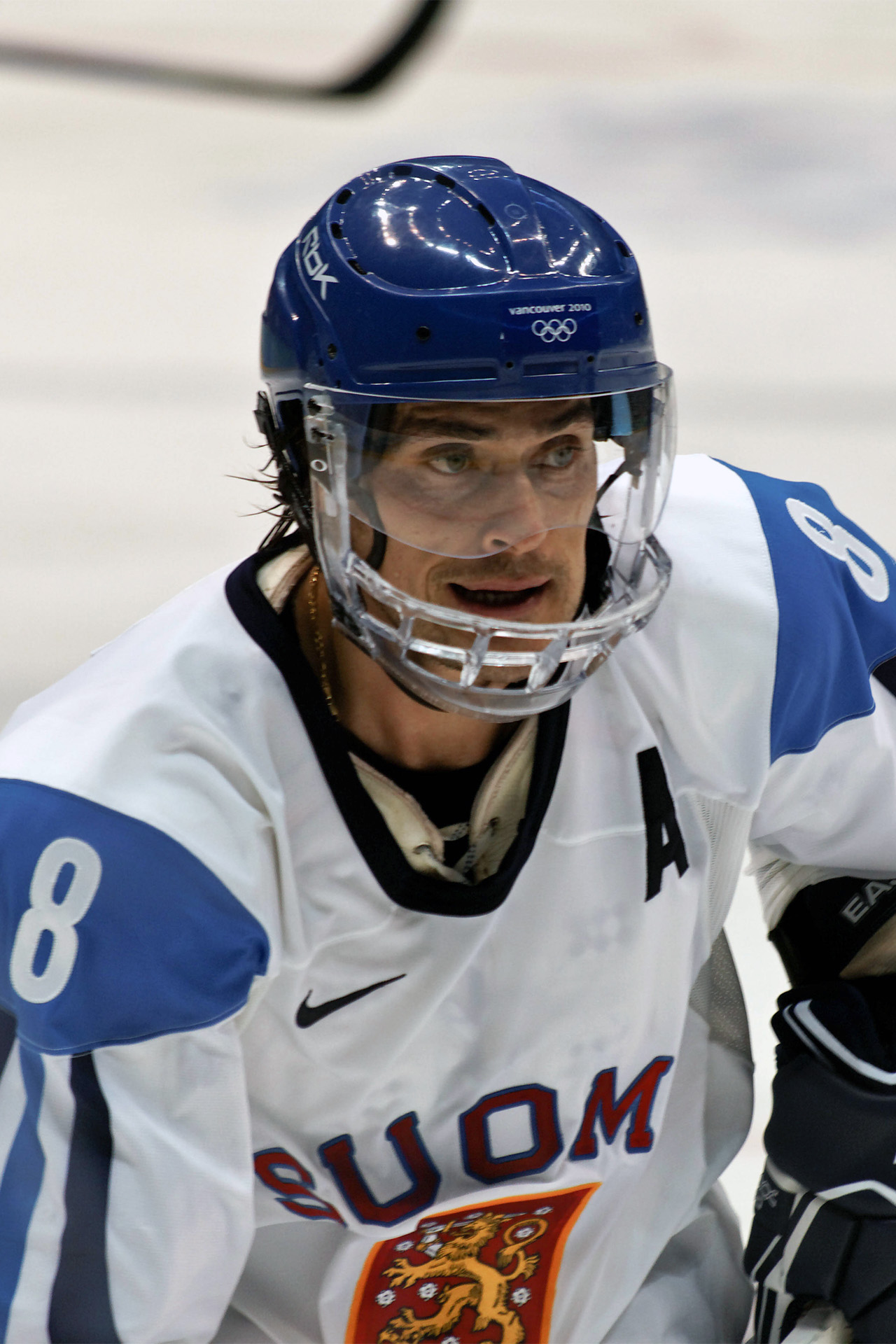
Teemu Selänne (ici aux Jeux olympiques de 2010) est élu meilleur joueur du tournoi masculin.

Les demi-finales du tournoi voient les confrontations des quatre meilleures équipes de la première phase : Suède-Finlande d'un côté et États-Unis contre le Canada de l'autre. La Suède s'impose 2-1 avec un but de Loui Eriksson et un autre d'Erik Karlsson contre un but finlandais inscrit par Olli Jokinen alors que dans l'autre demi-finale, le Canada s'impose par un but de Jamie Benn et un blanchissage de leur gardien Carey Price.
Le match pour la médaille de bronze a lieu le 21 février et alors que les États-Unis comptaient montrer que la défaite contre le Canada n'était qu'une erreur, ils sont battus sur le score de 5-0 par la Finlande dont deux réalisations par leur vétéran et capitaine Teemu Selänne. Il compte alors 24 buts et 43 points depuis ses débuts olympiques 22 ans plus tôt aux Jeux de 1992 et est le meilleur pointeur de l'histoire des Jeux olympiques. La finale du tournoi masculin oppose donc le Canada, dernier champion olympique, à la Suède, champion du monde en titre et champion olympique en 2006. Price réalise un nouveau blanchissage alors que Jonathan Toews, Sidney Crosby et Chris Kunitz trompent tour à tour le gardien suédois, Henrik Lundqvist.
Sur l'ensemble du tournoi, le Canada ne concède que trois buts et Price est sacré meilleur gardien de la compétition. Le suédois Erik Karlsson est désigné meilleur défenseur et l'américain Phil Kessel, meilleur buteur et pointeur du tournoi avec 5 buts et 8 points, est élu meilleur attaquant.
| Place                               | Équipe     |
| ----------------------------------- | ---------- |
| Médaille d'or, Jeux olympiques      | Canada     |
| Médaille d'argent, Jeux olympiques  | Suède      |
| Médaille de bronze, Jeux olympiques | Finlande   |
| 4                                   | États-Unis |
| 5                                   | Russie     |
| 6                                   | Tchéquie   |
| 7                                   | Slovénie   |
| 8                                   | Lettonie   |
| 9                                   | Suisse     |
| 10                                  | Autriche   |
| 11                                  | Slovaquie  |
| 12                                  | Norvège    |

## Effectifs sacrés champion
| Épreuves         | Or | Argent | Bronze |
| ---------------- | --- | --- | --- |
| Tournoi féminin  | Canada - Meghan Agosta-Marciano - Gillian Apps - Mélodie Daoust - Laura Fortino - Jayna Hefford (A) - Haley Irwin - Brianne Jenner - Rebecca Johnston - Charline Labonté - Geneviève Lacasse - Jocelyne Larocque - Meaghan Mikkelson - Caroline Ouellette (C) - Marie-Philip Poulin - Lauriane Rougeau - Natalie Spooner - Shannon Szabados - Jennifer Wakefield - Catherine Ward (A) - Tara Watchorn - Hayley Wickenheiser (A) | États-Unis - Kacey Bellamy - Megan Bozek - Alexandra Carpenter - Julie Chu - Kendall Coyne - Brianna Decker - Meghan Duggan (C) - Lyndsey Fry - Amanda Kessel - Hilary Knight - Jocelyne Lamoureux - Monique Lamoureux-Kolls - Gisele Marvin - Brianne McLaughlin - Michelle Picard - Josephine Pucci - Molly Schaus - Anne Schleper - Kelli Stack - Lee Stecklein - Jessie Vetter | Suisse - Janine Alder - Livia Altmann - Sophie Anthamatten - Laura Benz - Sara Benz - Nicole Bullo - Romy Eggimann - Sarah Forster - Angela Frautschi - Jessica Lutz - Julia Marty - Stefanie Marty - Alina Müller - Katrin Nabholz - Evelina Raselli - Florence Schelling - Lara Stalder - Phoebe Stanz - Anja Stiefel - Nina Waidacher                                                                                                 |
| Tournoi masculin | Canada - Jamie Benn - Patrice Bergeron - Jay Bouwmeester - Jeff Carter - Sidney Crosby (C) - Drew Doughty - Matt Duchene - Ryan Getzlaf - Dan Hamhuis - Duncan Keith - Chris Kunitz - Roberto Luongo - Patrick Marleau - Rick Nash - Corey Perry - Alex Pietrangelo - Carey Price - Patrick Sharp - Mike Smith - Martin St. Louis - P. K. Subban - John Tavares - Jonathan Toews (A) - Marc-Édouard Vlasic - Shea Weber (A)     | Suède - Daniel Alfredsson (A) - Nicklas Bäckström - Patrik Berglund - Alexander Edler - Oliver Ekman-Larsson - Jhonas Enroth - Jimmie Ericsson - Jonathan Ericsson - Loui Eriksson - Jonas Gustavsson - Carl Hagelin - Niklas Hjalmarsson - Marcus Johansson - Erik Karlsson - Niklas Kronwall (C) - Marcus Krüger - Gabriel Landeskog (A) - Henrik Lundqvist - Gustav Nyquist - Johnny Oduya - Daniel Sedin - Jakob Silfverberg - Alexander Steen - Henrik Tallinder - Henrik Zetterberg | Finlande - Juhamatti Aaltonen - Aleksander Barkov - Mikael Granlund - Juuso Hietanen - Jarkko Immonen - Jussi Jokinen - Olli Jokinen - Leo Komarov (A) - Sami Lepistö - Petri Kontiola - Lauri Korpikoski - Lasse Kukkonen - Jori Lehterä - Kari Lehtonen - Olli Määttä - Antti Niemi - Antti Pihlström - Tuukka Rask - Tuomo Ruutu - Sakari Salminen - Sami Salo - Teemu Selänne (C) - Kimmo Timonen (A) - Ossi Väänänen - Sami Vatanen |